# Скела (Обреновац)
Скела је насеље у градској општини Обреновац у граду Београду. Према попису из 2022. било је 1590 становника. Старо име Скеле је Грац док је тренутно име добила будући да је преко Саве село Купиново и да се одлазило у Купиново и долазило у Скелу скелом (дереглијом), бар када се ради о масовнијем прелазу људи, стоке и робе. Архитектура Скеле је старовлашког типа, сеоске куће су поред друмова, с једне и с друге стране пута, доста збијене, с малим окућницама, с кућама увученим мало у двориште и нарочитим распоредом зграда.

## Историја
Римско доба
Ворбиз (Ворбис) у Скели и једним делом на Ушћу по народном предању био је велики римски град, на самој обали Саве, опкољен са свих страна, осим Саве антом, отоком ушћанских и скељанских бара. За град се прича да је био велики, насељен Римљанима. Ворбиз се и данас сав не зирати, по њему се изоравају, а по потреби ваде саркофази, новац, цигле, камење, разно бронзано оруђе и оружје. Данас се овим Ворбизом зове део села географски лоциран на истом месту као и антички Ворбиз, такође службено место железничке станице ТЕНТ-а „Б“ је добило назив ВОРБИС.
Грац је циглом озидано ошанчени локалитет у правцу према средини села за који се мисли, да је још у римско доба била војничка караула са посадом, која је обезбеђивала превоз робе и људи преко Саве.
Средњи век (Турско доба)
После пропасти Првог српског устанка, 5. октобра 1813. године, турска казнена експедиција која је кренула из Босне, са запада ка Београду, стигла је у село. Бежећи пред турским окупаторима, педесет жена и девојака из села не желећи да их Турци обешчасте, скочиле су у Саву, држећи се за руке и утопиле се.
Други светски рат
За време Другог светског рата, 15. августа 1941. године село Скела је било прво место у Југославији које је било жртва немачке окупаторске казнене експедиције када су немачки војници спалили село и стрељали 15 мештана и 42 особе доведене из Бањичког логора.
У периоду после слома устанка у Србији, децембра 1941. године село је живело мирним, али тешким окупацијским животом. У току припремних борби за ослобођење Београда, почетком октобра 1944. године Скелу је ослободила Четврта војвођанска ударна бригада, која је у саставу 16. војвођанске дивизије НОВЈ наступала долином Саве ка Обреновцу и Београду.
У току завршних борби за ослобођење Београда, село Скела је била поприште окршаја јединица НОВЈ и Црвене армије са остацима немачке борбене групе генерала Штетнера. Ова немачка борбена група, се на почетку борби за ослобођење Београда налазила у Смедереву и имала је задатак да у току борби изненади и нападне јединице НОВЈ и Црвене армије са леђа. У том циљу ова група је 16. октобра кренула са нападним дејствима на ослободиоце из правца Смедеревског друма. Ова немачка намера је била осујећена и у веома тешким борбама ова група се повукла ка Авали, где је такође у тешким борбама 18. октобра разбијена, а генерал Штетнер погинуо. Бројни остаци ове разбијене борбене групације су тада отпочели панично повлачење ка Сави, у циљу пребацивања у Срем. У потрази за превозом (скелом) око 3.000 немачких војника је избило у рејон села Скела и заузело га. У дводневним борбама 20. и 21. октобра јединице 16. војвођанске дивизије потпомогнуте снагама Црвене армије успеле су да разбију ове немачке остатке. У овим борбама погинуло је око 800, а заробљено око 1.000 немачких војника, док се остатак делом пробио према Шапцу, а делом расуо по терену, где је касније био уништен или заробљен.
Новембра 1951. године, у селу је поред гробнице стрељаних, подигнут „Споменик стрељаним таоцима“, а његов аутор био је вајар Божидар Обрадовић. Овај споменик је у облику саркофага украшеног рељефима у бронзи, који представљају борбу и стрељање талаца.
У славу 88 ратника који су од 1912. до 1918. године дали своје животе за краља и отаџбину, у центру Скеле им је подигнут споменик.

## Галерија
- Дом културе
- Основна школа Никола Тесла
- Споменик палим борцима Балканских ратова и Првог светског рата
- Споменик стрељаним таоцима 1
- Споменик стрељаним таоцима 2
- Немачки масакр у Скели (стрељане талаца) 1
- Немачки масакр у Скели (стрељане талаца) 2
- Немачки масакр у Скели (стрељане талаца) 3
- Спомен плоче у Скели
- Споменик жртвама и борцима у Другом светском рату
- Спомен плоча на згради Дома

## Демографија
У насељу Скела живи 1512 пунолетних становника, а просечна старост становништва износи 42,1 година (40,8 код мушкараца и 43,3 код жена). У насељу има 627 домаћинстава, а просечан број чланова по домаћинству је 2,96.
Ово насеље је великим делом насељено Србима (према попису из 2002. године), а у последња три пописа, примећен је пад у броју становника.
|  |

| Демографија | Демографија | Демографија |
| Година      | Становника  | Становника  |
| ----------- | ----------- | ----------- |
| 1948.       | 2.005       |             |
| 1953.       | 2.064       |             |
| 1961.       | 1.896       |             |
| 1971.       | 1.853       |             |
| 1981.       | 1.912       |             |
| 1991.       | 1.902       | 1.856       |
| 2002.       | 1.855       | 1.881       |

| Етнички састав према попису из 2002.‍ | Етнички састав према попису из 2002.‍ | Етнички састав према попису из 2002.‍ | Етнички састав према попису из 2002.‍ | Етнички састав према попису из 2002.‍ |
| ------------------------------------ | ------------------------------------ | ------------------------------------ | ------------------------------------ | ------------------------------------ |
|                                      |                                      |                                      |                                      |                                      |
| Срби                                 | Срби                                 |                                      | 1.796                                | 96,81%                               |
| Македонци                            | Македонци                            |                                      | 10                                   | 0,53%                                |
| Југословени                          | Југословени                          |                                      | 8                                    | 0,43%                                |
| Словаци                              | Словаци                              |                                      | 3                                    | 0,16%                                |
| Црногорци                            | Црногорци                            |                                      | 2                                    | 0,10%                                |
| Хрвати                               | Хрвати                               |                                      | 2                                    | 0,10%                                |
| Муслимани                            | Муслимани                            |                                      | 2                                    | 0,10%                                |
| Словенци                             | Словенци                             |                                      | 1                                    | 0,05%                                |
| Руси                                 | Руси                                 |                                      | 1                                    | 0,05%                                |
| Немци                                | Немци                                |                                      | 1                                    | 0,05%                                |
| Албанци                              | Албанци                              |                                      | 1                                    | 0,05%                                |
| непознато                            | непознато                            |                                      | 18                                   | 0,97%                                |

| Година пописа     | 1948. | 1953. | 1961. | 1971. | 1981. | 1991. | 2002. |
| ----------------- | ----- | ----- | ----- | ----- | ----- | ----- | ----- |
| Број домаћинстава | 428   | 463   | 486   | 518   | 572   | 577   | 627   |

| Број чланова      | 1   | 2   | 3  | 4   | 5  | 6  | 7  | 8 | 9 | 10 и више | Просек |
| ----------------- | --- | --- | -- | --- | -- | -- | -- | - | - | --------- | ------ |
| Број домаћинстава | 135 | 174 | 91 | 111 | 64 | 37 | 12 | 1 | 1 | 1         | 2,96   |

| Пол    | Укупно | Неожењен/Неудата | Ожењен/Удата | Удовац/Удовица | Разведен/Разведена | Непознато |
| ------ | ------ | ---------------- | ------------ | -------------- | ------------------ | --------- |
| Мушки  | 783    | 234              | 478          | 35             | 32                 | 4         |
| Женски | 799    | 142              | 463          | 165            | 23                 | 6         |
| УКУПНО | 1.582  | 376              | 941          | 200            | 55                 | 10        |

| Пол    | Укупно                    | Пољопривреда, лов и шумарство | Рибарство                            | Вађење руде и камена | Прерађивачка индустрија       |
| ------ | ------------------------- | ----------------------------- | ------------------------------------ | -------------------- | ----------------------------- |
| Мушки  | 396                       | 115                           | 0                                    | 0                    | 57                            |
| Женски | 197                       | 58                            | 0                                    | 0                    | 13                            |
| УКУПНО | 593                       | 173                           | 0                                    | 0                    | 70                            |
| Пол    | Производња и снабдевање   | Грађевинарство                | Трговина                             | Хотели и ресторани   | Саобраћај, складиштење и везе |
| Мушки  | 43                        | 38                            | 27                                   | 4                    | 60                            |
| Женски | 4                         | 6                             | 35                                   | 4                    | 13                            |
| УКУПНО | 47                        | 44                            | 62                                   | 8                    | 73                            |
| Пол    | Финансијско посредовање   | Некретнине                    | Државна управа и одбрана             | Образовање           | Здравствени и социјални рад   |
| Мушки  | 0                         | 4                             | 14                                   | 5                    | 9                             |
| Женски | 0                         | 5                             | 4                                    | 16                   | 31                            |
| УКУПНО | 0                         | 9                             | 18                                   | 21                   | 40                            |
| Пол    | Остале услужне активности | Приватна домаћинства          | Екстериторијалне организације и тела | Непознато            | Непознато                     |
| Мушки  | 10                        | 0                             | 0                                    | 10                   | 10                            |
| Женски | 8                         | 0                             | 0                                    | 0                    | 0                             |
| УКУПНО | 18                        | 0                             | 0                                    | 10                   | 10                            |